# Calyptrogyne herrerae
Calyptrogyne herrerae är en enhjärtbladig växtart som beskrevs av Michael Howard Grayum. Calyptrogyne herrerae ingår i släktet Calyptrogyne och familjen Arecaceae.
Artens utbredningsområde är Costa Rica. Inga underarter finns listade i Catalogue of Life.